# جی توماس
جی توماس (انگلیسی: Jay Thomas؛ زادهٔ ۱۲ ژوئیهٔ ۱۹۴۸-مرگ ۲۴ اوت ۲۰۱۷) یک هنرپیشه اهل ایالات متحده آمریکا بود.
از فیلم‌ها یا برنامه‌های تلویزیونی که وی در آن نقش داشته است می‌توان به قطعه موسیقی آقای هولاند، بابا نوئل ۲، بابا نوئل ۳ و نامزدی من با دختر رئیس‌جمهور اشاره کرد.